# Ziua nebunului
Ziua nebunului (în poloneză Dzień świra) este un film polonez de comedie dramatică din 2002 despre o zi din viața lui Adaś Miauczyński⁠(d), un profesor frustrat, divorțat, de vârstă mijlocie, care suferă de tulburare obsesiv-compulsivă. Scris și regizat de Marek Koterski, îi are în distribuție pe Marek Kondrat⁠(d), Janina Traczykówna, Andrzej Grabowski, Michał Koterski⁠(d), Joanna Sienkiewicz și Monika Donner-Trelińska.
Este al șaselea dintr-o serie de nouă părți de filme despre personajul fictiv Miauczyński creat de Koterski. Fiecare parte prezintă un aspect sau o epocă diferită a vieții sale, adesea cu puțină continuitate între ele.
Printre altele, Ziua nebunului a primit mai multe premii la gala Premiilor Filmului Polonez din 2003: Kondrat a primit premiul pentru cel mai bun actor într-un rol principal și Koterski a primit premiul pentru cel mai bun scenariu. La al 27-lea Festival de Film de la Gdynia, Koterski a fost distins cu Leul de Aur și premiul Asociației Cineaștilor Polonezi pentru „reprezentarea creativă a realității”; Kondrat a câștigat premiul pentru cel mai bun actor, iar Maria Chilarecka a câștigat premiul pentru cel mai bun sunet. Filmul a primit două premii Vulturul, pentru cel mai bun rol principal masculin și pentru cel mai bun scenariu. A fost, de asemenea, distins cu Premiul Președintelui Asociației Oamenilor Polonezi de Film.

## Distribuție
- Marek Kondrat – Adaś Miauczyński
- Janina Traczykówna – mama lui Adaś
- Andrzej Grabowski – Rączka
- Michał Koterski – Sylwuś
- Joanna Sienkiewicz – fosta soție a lui Adaś
- Monika Donner-Trelińska – Ela